# Ostbüro
Nachdem die Parteien und Gewerkschaften in der DDR dem Primat der SED unterstellt worden waren, wurden in Westdeutschland Ostbüros dieser Organisationen eingerichtet, da eine legale Oppositionsarbeit nicht mehr möglich war. Die Ostbüros dienten nach Westdeutschland geflüchteten oder ausgewanderten Parteiführern und -mitgliedern als organisatorische Basis für die Fortsetzung ihrer Arbeit.

## Beschreibung
Wesentliche Aufgaben des Ostbüros waren
- die Koordination der Widerstandsarbeit gegen undemokratische Maßnahmen und Menschenrechtsverletzungen in der SBZ bzw. DDR[1]
- Die Betreuung der aufgrund ihrer politischen Meinung bzw. Betätigung zu Haftstrafen verurteilten Mitglieder und ihrer Angehörigen
- Fortführung der politischen bzw. gewerkschaftlichen Betätigung auch nach der Vereinnahmung (SPD, DGB) bzw. dem Verlust der politischen Selbständigkeit (CDU, LDPD) im Osten
- Öffentlichkeitsarbeit im Westen und der Versuch der Herstellung einer Gegenöffentlichkeit im Osten
- Die Betreuung der Flüchtlinge aus der DDR

Die Arbeit der Ostbüros war in der SBZ/DDR sowie dem Ostblock illegal. In der Zeit der sowjetischen Besatzung (bis 1949) sowie vereinzelt bis in die 50er Jahre wurden gefasste Zuarbeiter der Ostbüros von sowjetischen Militärtribunalen abgeurteilt. Zur Verfolgung tatsächlicher (oder nur behaupteter) Kontakte mit Vertretern der Ostbüros hatte die DDR extra einen eigenen § 219 in das Strafgesetzbuch der DDR aufgenommen, der „Ungesetzliche Verbindungsaufnahme“ unter Strafe stellte.

## Einzelne Ostbüros
- Ostbüro des DGB
- Ostbüro der CDU
- Ostbüro der SPD
- Ostbüro der FDP

## Bekannte Mit- oder Zuarbeiter der Ostbüros
- Georg Dertinger (CDU) Volkskammerabgeordneter und Minister der DDR
- Wolfgang Schollwer (FDP) Landessekretär der Liberaldemokratischen Partei (LDP) Brandenburgs
- Rudolf Maerker (SPD) Bonner Politiker
- Stephan G. Thomas (SPD) Politiker, Chefredakteur des Deutschlandfunks (DLF)
- Helmut Bärwald, geb. als Helmut Fränzel (SPD, ab 1971 CDU), Publizist
- Wilfred Busch (SPD) Leiter des niedersächsischen Verfassungsschutzes
- Richard Lehners (SPD) Niedersächsischer Landtagspräsident, Innenminister